# Imovinsko pravo
Imovinsko pravo je oblast prava koja uređuje različite oblike vlasništva nad nekretninama (zemljištem) i ličnom svojinom. Imovina se odnosi na zakonski zaštićena potraživanja na resurse, poput zemlje i lične imovine, uključujući intelektualnu svojinu. Imovina se može razmeniti putem ugovornog zakona, a ako se imovina narušava, može se podneti tužba po deliktnom zakonu da bi se zaštitila.
Koncept, ideja ili filozofija imovine leži u osnovi celokupnog imovinskog prava. U nekim jurisdikcijama, istorijski je sva imovina bila u vlasništvu monarha i ona se prenosila putem feudalnog zaposedanja zemlje ili drugih feudalnih sistema lojalnosti i vernosti.
Iako je Napoleonov zakonik među prvim vladinim aktima modernog doba koji je uveo pojam apsolutnog vlasništva u statut, zaštita prava lične svojine bila je prisutna u srednjovekovnom islamskom zakonu i sudskoj praksi, i u više feudalnim oblicima na sudovima običajnog prava.

## Teorija
Reč imovina, u svakodnevnoj upotrebi, odnosi se na predmet (ili predmete) u vlasništvu osobe - automobil, knjigu ili mobilni telefon - i odnos koji osoba ima prema njemu. U pravu, koncept dobija nijansiraniji prikaz. Faktori koje treba razmotriti uključuju prirodu predmeta, odnos između osobe i predmeta, odnos između određenog mnoštva ljudi i objekata i način na koji se predmet posmatra u prevladavajućem političkom sistemu. Najšire i sažeto, imovina u pravnom smislu odnosi se na prava ljudi na ili nad određenim predmetima ili stvarima.

### Opravdanosti i nedostaci imovinskih prava
U kapitalističkim društvima sa tržišnom ekonomijom, veći deo imovine je u privatnom vlasništvu osoba ili udruženja, a ne vlade. Pet opštih opravdanja dato je za prava privatne svojine:
- Privatno vlasništvo je efikasan način upravljanja resursima na decentralizovanoj osnovi, omogućavajući da se stručnost i specijalizacija razvijaju u vezi sa imovinom.
- Privatno vlasništvo je moćan podsticaj vlasnicima da je koriste za produktivnu upotrebu, jer mogu da ostvare dobit na ulaganju.
- Privatno vlasništvo omogućava razmenu i modifikacije.
- Privatno vlasništvo je važan izvor autonomije pojedinca, pružajući pojedincima nezavisnost i identitet koji se razlikuju od drugih.
- Raspršena privatna svojina omogućava pojedincima da ostvaruju slobodu, protiv drugih ili protiv vlade.

Takođe su izneti argumenti u korist ograničavanja prava privatne svojine:
- Privatno vlasništvo se može koristiti na način koji šteti drugima, kao što je vlasnik fabrike koji izaziva glasnu buku u obližnjim četvrtima. U ekonomiji je ovo poznato kao negativna eksternalija. Zakonski i državni propisi (poput zoniranja) korišćeni su da ograniče pravo vlasnika da koriste imovinu na određene načine.
- Imovina može dovesti do monopola, dajući vlasniku moć da nepravedno izvlači prednosti nad drugima. Zbog toga često postoje zakoni o konkurenciji i antitrustu.
- Imovina može dovesti do komodifikacije određenih domena za koje ljudi preferiraju da ne budu komodifikovani, kao što su socijalni odnosi. U nekim zemljama se vodi rasprava o tome da li bi prodaja organa ili seksualne usluge trebalo da budu legalne.
- Privatno vlasništvo daje pojedincima moć, koja se vremenom može pogoršati i dovesti do prevelike nejednakosti u društvu. Sklonost nejednakosti je opravdanje za preraspodelu bogatstva.

### Prirodna prava i svojina
U svojoj Drugoj raspravi o vladi, engleski filozof Džon Lok potvrdio je pravo pojedinca da poseduje jedan deo sveta, kada je, prema Bibliji, Bog dao svet celom čovečanstvu. On je tvrdio je da iako osobe pripadaju Bogu, one poseduju plodove svog rada. Kada osoba radi, taj rad ulazi u predmet. Dakle, predmet postaje vlasništvo te osobe. Međutim, Lok je uslovio imovinu pod Lokovskim uslovom, to jest „postoji dovoljno, i kao dobro, preostalo je zajedničko za druge”.
Sudija Vrhovnog suda SAD-a Džejms Vilson sproveo je istraživanje filozofskih osnova američkog imovinskog zakona 1790. i 1791. godine. On polazi od dva stanovišta: „Svako krivično delo uključuje povredu: svaka povreda uključuje kršenje prava”. (Predavanja, III, ii) Uloga vlade u zaštiti imovine zavisi od ideje o pravu. Vilson veruje da „čovek ima prirodno pravo na svoju imovinu, svoj karakter, slobodu i bezbednost.” On takođe ukazuje da je „primarni i glavni predmet u instituciji vlasti ... bio ... sticanje nove garancije za posedovanje ili povraćaj tih prava”.

### Imovinska prava
Postoje dva glavna pogleda na pravo svojine, tradicionalni pogled i gledište skupa prava. Tradicionalisti veruju da koncept imovine ima suštinsko, inherentno značenje, dok skup prava tvrdi da vlasnik imovine ima samo skup dozvoljenih upotreba nad imovinom. Dva pogleda postoje na spektru i razlika može biti predmet fokusa i naglaska.
Vilijam Blekstoun je u svojim Komentarima na zakone Engleske napisao da je suštinsko jezgro imovine pravo na isključivanje. To jest, vlasnik imovine mora biti u stanju da isključi druge iz dotične stvari, iako je pravo na isključenje podložno ograničenjima. Po implikaciji, vlasnik može koristiti stvar, osim ako ga sprečava neko drugo ograničenje, poput zakona o zoniranju. Drugi tradicionalisti tvrde da tri glavna prava definišu svojinu: pravo na isključenje, upotrebu i prenos.
Alternativni pogled na imovinu, koji favorizuju pravni realisti, navodi da imovina jednostavno označava skup prava definisanih zakonom i socijalnom politikom. Koja su prava uključena u skup poznato je kao imovinsko pravo, a koji skupovi imaju prednost nad ostalim, jednostavno je pitanje politike. Stoga, vlada može sprečiti izgradnju fabrike na osnovu zakona, zoniranjem ili krivičnim zakonom, bez oštećenja koncepta imovine. Pogled na „skup prava” bio je istaknut u akademskim krugovima u 20. veku i danas ostaje uticajan u američkom pravu.

## Literatura
- AA Berle, 'Property, Production and Revolution' (1965) 65 Columbia Law Review 1
- AA Berle, 'Family Lawsuits Over Real Property' (2012) Los Angeles Article Review on Real Property 2 Архивирано на веб-сајту  (25. јун 2016)
- Edwin Fruehwald, "A Biological Basis of Rights," 19 Southern California Interdisciplinary Law Journal 195 (2010).
- Waldron, Jeremy (2004-09-06). „Property(Moveable and Immoveable Property)”. Stanford Encyclopedia of Philosophy.
- C Harpum, S Bridge, and M Dixon, Megarry and Wade: The Law of Real Property (Sweet and Maxwell 2008)
- S Worthington, Personal Property Law: Text and Materials (Hart 2000)
- Cohen, Morris R. (1927). „Property and Sovereignty”. Cornell Law Quarterly. Cornell Law School. 13 (1): 8—30.
- P.J. Badenhorst, Juanita M. Pienaar, & Hanri Mostert, eds. Silberberg and Schoeman's The Law of Property, 6th edn. Durban: LexisNexis, 2018.
- François du Bois, ed. Wille's Principles of South African Law, 9th edn. Claremont: Juta, 2007.
- Paul Jackson & David C Wilde, eds. The Reform of Property Law. Aldershot, Hants, England; Brookfield, Vt.: Ashgate, 1997.
- Hanri Mostert, Anne Pope, Jeannie van Wyk, Warren Freedman, Juanita Pienaar, & Pieter Badenhorst, eds. The Principles of The Law of Property in South Africa. Cape Town: Oxford University Press Southern Africa, 2010.
- A.J. van der Walt & Gerrit J. Pienaar. Introduction to the Law of Property / Inleiding tot die sakereg, 7th edn. Claremont: Juta, 2016.
- „Australian Property Law”. Law Council of Australia. Архивирано из оригинала 2015-04-12. г.
- „Australian Intellectual Property Laws”. www.austrade.gov.au.
- Cole, George M.; Wilson, Donald A. (5. 8. 2016). Land Tenure, Boundary Surveys, and Cadastral Systems (Illustrated изд.). CRC Press. ISBN 9781315352961.
- „Old System Information and Search Guide” (PDF). NSW Land & Property Information. Архивирано из оригинала (PDF) 3. 3. 2016. г. Приступљено 30. 7. 2016.
- Smith, Henry E.; Merrill, Thomas W. (2009). Property. The Oxford Introductions to U.S. Law. ISBN 978-0195314762.
- Singer, Joseph William; Berger, Bethany R. (2017). Property Law: Rules Policies and Practices. Aspen Publishers.
- Merrill, Thomas W.; Smith, Henry E. (2010). Property. New York: Oxford University Press. ISBN 978-0-19-971808-5. OCLC 656424368.
- Smith, Henry E. (2002). „Exclusion Versus Governance: Two Strategies for Delineating Property Rights”. J. Legal Stud. 31: S453. doi:10.1086/344529.
- Blackstone, William (1766). Commentaries on the Laws of England, Volume 2: Of the Rights of Things. Chicago. ISBN 978-0-226-16294-2. OCLC 913869367.
- Epstein, Richard Allen (1985). Takings: Private Property and the Power of Eminent Domain. Cambridge, Mass.: Harvard University Press. ISBN 0-674-86728-9. OCLC 12079263.
- Penner, James E. (1997). The Idea of Property in Law. Oxford: Clarendon Press. ISBN 0-19-826029-6. OCLC 35620409.
- Merrill, Thomas W. (1985). „Property Rules, Liability Rules, and Adverse Possession”. Nw. U. L. Rev. 79: 1122.
- Swadling, William (2000). „Opening the numerus clausus”. Law Quarterly Review. 116: 354.
- Stair Memorial Encyclopaedia citing 'Conservative and Unionist Central Office v Burrell [1982] 2 All ER 1 at page 5', Associations and Clubs (Reissue), Ch 1, Nature and Classification, Laws of Scotland: Stair Memorial Encyclopedia. ,
- van Vliet, Lars (мај 2008). „The Transfer of Moveables in Scotland and England”. Edinburgh Law Review (на језику: енглески). 12 (2): 173—199. ISSN 1364-9809. doi:10.3366/E1364980908000309.
- Gretton, George Lidderdale (11. 8. 2017). Property, trusts and succession. Steven, Andrew J. M.,, Struthers, Alison E. C. (Third editition изд.). Haywards Heath. ISBN 978-1-5265-0056-4. OCLC 966744374.

## Spoljašnje veze
- „Rights of Way - ScotWays”. Архивирано из оригинала 27. 10. 2020. г. Приступљено 05. 11. 2020.
- „Advance notices”. RoS Knowledge Base (на језику: енглески). Приступљено 2020-05-01.